# 1668년 북아나톨리아 지진
1668년 북아나톨리아 지진(튀르키예어: 1668 Kuzey Anadolu depremi)은 1668년 8월 17일에 오스만 제국(현재의 튀르키예) 아나톨리아 북부 지방에서 발생한 대지진이다. 지진 규모는 M7.8–M8.0, 최대진도는 수정 메르칼리 진도로 IX였다. 이 지진으로 에르진칸에서 볼루까지에 이르는 구간이 파괴되었고 약 8천 명의 사망자가 발생했다. 이 지진은 튀르키예에서 기록된 가장 강력한 규모의 지진으로 남아 있다.

## 같이 보기
- 튀르키예의 지진 목록
- 아나톨리아판
- 북아나톨리아 단층대